# Selinska gården, Tammerfors
Selinska gården är ett bostads- och affärshus i tre våningar vid sydsidan av Centraltorget i Tammerfors. Byggnaden stod färdig 1886. Spannmålshandlanden Gustaf Selin lät bygga huset i nyrenässansstil och det ritades av Tammerfors stadsarkitekt F.L. Calonius,. Byggandet av ett flervåningshus var möjligt eftersom det första vattenledningsnätet hade färdigställts i Tammerfors lite tidigare.
I den två våningar höga gårdsflygeln från 1874, drevs en läskfabrik kallad Selins vattenfabrik från 1887. Fabrikens varumärken, som fungerade fram till början av 1970-talet, inkluderade Rio Rita, Ami Cola och Pomona. Fabriken hade även försäljningskiosker ("vattenkiosker") på olika håll i staden.
År 1934 färdigställdes en tillbyggnad längs Kyrkogatan. Den är uppförd i  funkisstil och ritades av arkitekten Kauno S. Kallio. Fram till 1957 verkade Suomen Maatalous-Osake-Pankkis huvudkontor i sidoflygeln och senare Kansallis-Osake-Pankki.